# Gravidesa i paritat
En biologia i medicina, gravidesa i paritat són el nombre de vegades que una dona ha estat embarassada (gravidesa) i ha portat els embarassos a una edat gestacional viable (paritat). Aquests dos termes solen acoblar-se, de vegades amb termes addicionals, per indicar més detalls de la història obstètrica de la dona. Quan s'utilitzen aquests termes:
- Gràvida, indica el nombre de vegades que una dona està o ha estat embarassada, independentment del resultat de l'embaràs.[4] Un embaràs actual, si n'hi ha, s'inclou en aquest recompte. Un embaràs múltiple (per exemple, bessons, trigèmins, etc.) es compta com a 1.
- Paritat, indica el nombre de naixements (inclosos els nascuts vius i els mortinats) on els embarassos van assolir l'edat gestacional viable. Un embaràs múltiple (per exemple, bessons, trigèmins, etc.) portat a una edat gestacional viable encara es compta com a 1.[4]
- Avortaments, indica el nombre d'embarassos que es van perdre abans de l'edat gestacional viable per qualsevol motiu, inclosos els avortaments induïts o els avortaments espontanis però no els morts. El terme avortament de vegades s'abandona quan no s'ha perdut cap embaràs.

## Denominacions de gravidesa
S'utilitza la següent terminologia:
- Nul·ligràvida: no ha estat mai embarassada.
- Primigràvida: està (o ha estat) embarassada per primera vegada.
- Multigràvida: està (o ha estat) embarassada més d'una vegada.

## Denominacions de paritat
S'utilitza la següent terminologia:
- Nul·lípara: no ha parit mai.
- Primípara: ha parit una vegada.
- Multípara: ha parit més d'una vegada.